# Partido Renovador Democrático
Partido Renovador Democrático (PRD) var ett vänsterparti i Portugal, grundat 1985. Partiet var framgångsrikt i början av sin historia, men under 90-talet minskade dess inflytande och det upplöstes i slutet av 90-talet.